# Trimethylolpropanphosphit
Trimethylolpropanphosphit ist ein organischer Ester aus der Gruppe der Phosphite mit Trimethylolpropan als Alkoholkomponente.

## Herstellung
Trimethylolpropanphosphit kann durch Reaktion von Trimethylolpropan mit Phosphortrichlorid hergestellt werden. Eine Alternative ist die Umesterung anderer Phosphite wie Trimethylphosphit oder Triethylphosphit mit Trimethylolpropan.

## Eigenschaften und Reaktionen
Aufgrund ihrer bicyclischen Struktur wird die Verbindung auch als ein Käfigphosphit bezeichnet. Es ist an der Luft stabil gegen Oxidation, wird aber sehr leicht hydrolysiert.
Trimethylolpropanphosphit bindet als Ligand an diverse Übergangsmetalle und bildet Komplexe aus. So ergibt die Reaktion mit Tetrairidiumdodecacarbonyl einen Komplex mit Iridium als Zentralatom. Analog sind auch Komplexe mit Rhodium, durch Reaktion mit Dirhodiumtetraacetat, und mit Titan bekannt. Es eignet sich auch als Ligand für Palladium für katalytische Anwendungen. So wird beispielsweise die Addition von Bor-Silicium-Verbindungen an Alkine katalysiert.
Durch Reaktion mit Ozon bei niedrigen Temperaturen bildet Trimethylolpropanphosphit ein Phosphitozonid, Trimethylolpropanphosphitozonid, das sich als Syntheseäquivalent für Singulett-Sauerstoff eignet.

## Externe Links zu erwähnten Verbindungen
1. ↑  Externe Identifikatoren von bzw. Datenbank-Links zu Trimethylolpropanphosphitozonid:  CAS-Nr.: 58594-17-5, PubChem: 102070602, Wikidata: Q131183730.